# المقرعين (إب)

تعديل مصدري - تعديل

المقرعين محلة تابعة لقرية المعبر، التابعة لعزلة المقاطن بمديرية إب إحدى مديريات محافظة إب في الجمهورية اليمنية.، بلغ تعداد سكانها 471 حسب تعداد اليمن لعام 2004.